# Paramaxillaria
Paramaxillaria é um gênero de mariposa pertencente à família Crambidae.